# Аббас ибн Шит
Аббас ибн Шит — представитель династии Гуридов. Он сверг своего дядю Абу Али ибн Мухаммада в 1035 году и взошёл на Гуридский престол. Во время его более позднего правления дворяне Гора обратились за помощью к газневидскому султану Ибрахим ибн Масуду, который двинулся на Гор и сверг Аббаса ибн Шита. Аббасу наследовал его сын Мухаммад ибн Аббас, который согласился платить дань Газневидам.